# Günter Dohrow
Günter Kurt Werner Dohrow (* 15. August 1927 in Berlin; † 26. Juni 2008 ebenda) war ein deutscher Leichtathlet und Handballspieler. In der Leichtathletik hatte er sich auf den Mittelstreckenlauf spezialisiert.

## Biografie

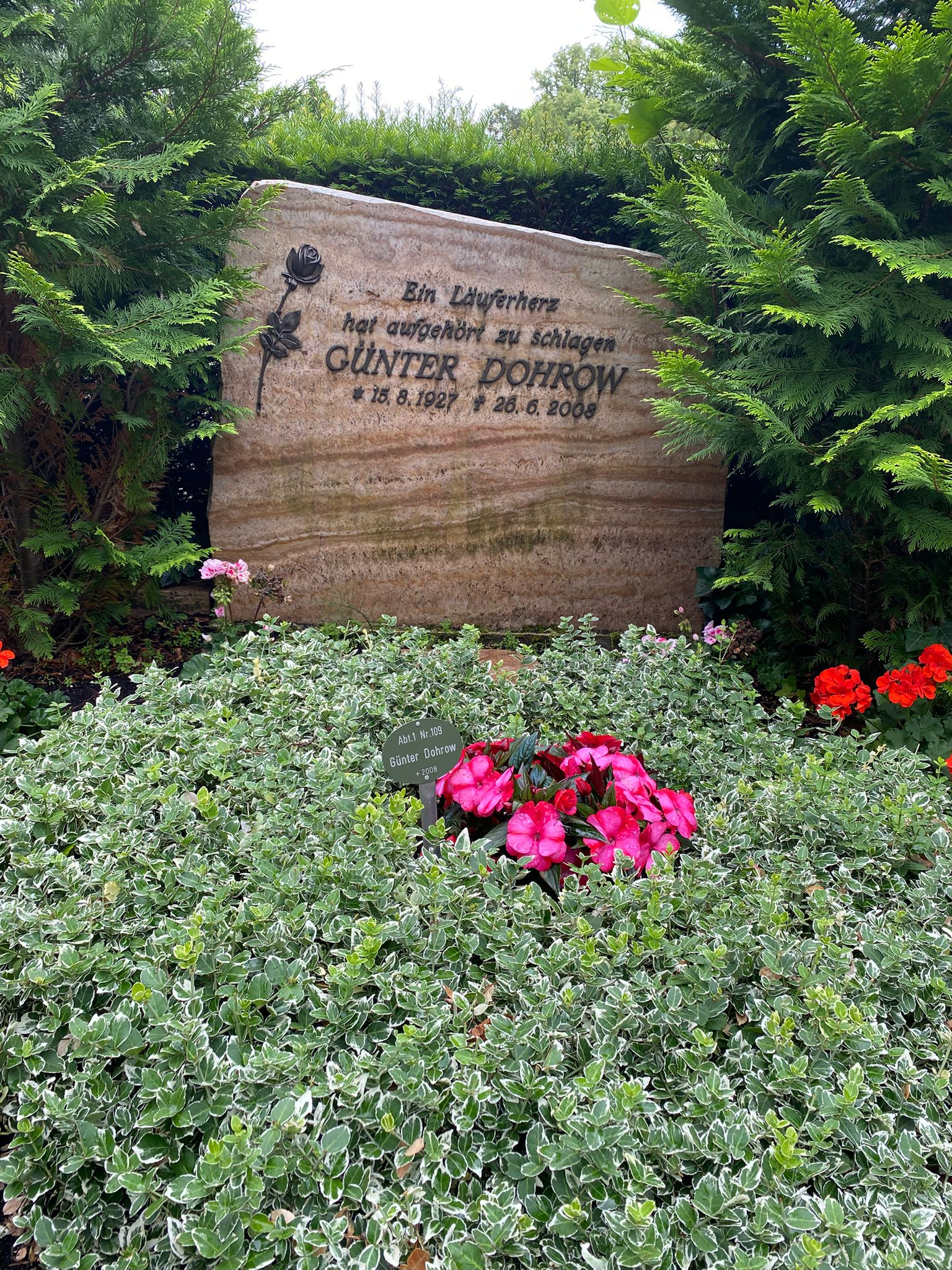
Grabstätte

Der im Berliner Stadtteil Neukölln geborene Günter Dohrow wurde bei den Olympischen Spielen 1952 in Helsinki über 1500 Meter als Goldfavorit gehandelt. Beim Training lief ihm allerdings Werner Lueg mit den Spikes in die Fersen. Zwar konnte Dohrow das Halbfinale erreichen, schied dort aber aus. Im Folgejahr konnte er sich bei den Deutschen Meisterschaften in Augsburg die Goldmedaille über 800 Meter sichern. Bei den Europameisterschaften 1954 belegte Dohrow im Rennen über 1500 Meter den achten Platz. Als neuer Deutscher Meister über 1500 Meter reiste er zu den Olympischen Spielen in Melbourne, wo er sowohl über 800 als auch über 1500 Meter startete. Doch auch dieses Mal blieb der Berliner nicht von Verletzungen verschont und kam wegen seiner Achillessehne nicht über den Vorlauf hinaus. Insgesamt nahm Dohrow an 25 Länderkämpfen und zahlreichen ISTAF-Veranstaltungen teil. Dohrow, der von Bert Sumser trainiert wurde, trug den Spitznamen „Der fliegende Volksschullehrer“, dieser ist auf seinen Beruf als Lehrer zurückzuführen. Neben der Leichtathletik spielte er Handball beim TSV Rudow 1888.
Günter Dohrow verstarb im Alter von 80 Jahren wurde auf dem Friedhof Koppelweg im Berliner Ortsteil Britz beigesetzt.